# Supercopa de Japón 2003
La Supercopa de Japón 2003, también conocida como Supercopa Xerox 2003 (en inglés: Xerox Super Cup 2003) por motivos de patrocinio, fue la 10.ª edición de este torneo.
Fue disputada entre Júbilo Iwata, como campeón de la J. League Division 1 2002, y Kyoto Purple Sanga, como ganador de la Copa del Emperador 2002. El partido se jugó el 1 de marzo de 2003 en el Estadio Nacional de la ciudad de Tokio.

## Participantes
| Bandera de Prefectura de Shizuoka | Júbilo Iwata       | Campeón de la J. League Division 1 (2002) |
| Bandera de Kioto                  | Kyoto Purple Sanga | Campeón de la Copa del Emperador (2002)   |

## Partido
| 1 de marzo de 2003, 13:33 (UTC+9) | Júbilo Iwata                       | 3:0 (0:0) | Kyoto Purple Sanga | Estadio Nacional, Tokio                                    |                                                            |
|                                   | Fujita 62' · Rodrigo Gral 73', 86' | Reporte   |                    | Asistencia: 22.904 espectadores Árbitro(s): Jōji Kashihara | Asistencia: 22.904 espectadores Árbitro(s): Jōji Kashihara |

### Detalles
| 12         | Guardameta     | Hiromasa Yamamoto   |  |
| 2          | Defensa        | Hideto Suzuki       |  |
| 5          | Defensa        | Makoto Tanaka       |  |
| 14         | Defensa        | Takahiro Yamanishi  |  |
| 4          | Centrocampista | Takahiro Kawamura   |  |
| 23         | Centrocampista | Takashi Fukunishi   |  |
| 6          | Centrocampista | Toshihiro Hattori   |  |
| 10         | Centrocampista | Toshiya Fujita      |  |
| 7          | Centrocampista | Hiroshi Nanami      |  |
| 9          | Delantero      | Masashi Nakayama    |  |
| 8          | Delantero      | Rodrigo Gral        |  |
| Entrenador | Entrenador     | Masaaki Yanagishita |  |

| 1          | Guardameta     | Naohito Hirai     |     |
| 4          | Defensa        | Kazuhiro Suzuki   |     |
| 5          | Defensa        | Kazuki Teshima    |     |
| 27         | Defensa        | Makoto Kakuda     |     |
| 17         | Centrocampista | Shin'ya Tomita    |     |
| 16         | Centrocampista | Daisuke Saitō     | 78' |
| 6          | Centrocampista | Kiyotaka Ishimaru |     |
| 7          | Centrocampista | Shingo Suzuki     |     |
| 14         | Delantero      | Daisuke Nakaharai | 69' |
| 9          | Delantero      | Teruaki Kurobe    |     |
| 10         | Delantero      | Daisuke Matsui    | 69' |
| Entrenador | Entrenador     | Gert Engels       |     |

| 15 | Delantero      | Tadamichi Machida | 69' |
| 8  | Centrocampista | Makoto Atsuta     | 69' |
| 11 | Delantero      | Yutaka Tahara     | 78' |

| Anotado | 62' | Toshiya Fujita | 1-0 |
| Anotado | 73' | Rodrigo Gral   | 2-0 |
| Anotado | 86' | Rodrigo Gral   | 3-0 |

| Amonestado | 44' | Takashi Fukunishi |
| Amonestado | 77' | Hideto Suzuki     |
| Amonestado | 78' | Masashi Nakayama  |
| Amonestado | 89' | Toshihiro Hattori |

| Amonestado | 79' | Teruaki Kurobe    |
| Amonestado | 84' | Kiyotaka Ishimaru |

| Árbitro             | Jōji Kashihara     |
| Árbitros asistentes | Noboru Ishiyama    |
| Árbitros asistentes | Eiji Kawai         |
| Cuarto árbitro      | Hirofumi Yamanishi |

| 12         | Guardameta     | Hiromasa Yamamoto   |  |
| 2          | Defensa        | Hideto Suzuki       |  |
| 5          | Defensa        | Makoto Tanaka       |  |
| 14         | Defensa        | Takahiro Yamanishi  |  |
| 4          | Centrocampista | Takahiro Kawamura   |  |
| 23         | Centrocampista | Takashi Fukunishi   |  |
| 6          | Centrocampista | Toshihiro Hattori   |  |
| 10         | Centrocampista | Toshiya Fujita      |  |
| 7          | Centrocampista | Hiroshi Nanami      |  |
| 9          | Delantero      | Masashi Nakayama    |  |
| 8          | Delantero      | Rodrigo Gral        |  |
| Entrenador | Entrenador     | Masaaki Yanagishita |  |

| 1          | Guardameta     | Naohito Hirai     |     |
| 4          | Defensa        | Kazuhiro Suzuki   |     |
| 5          | Defensa        | Kazuki Teshima    |     |
| 27         | Defensa        | Makoto Kakuda     |     |
| 17         | Centrocampista | Shin'ya Tomita    |     |
| 16         | Centrocampista | Daisuke Saitō     | 78' |
| 6          | Centrocampista | Kiyotaka Ishimaru |     |
| 7          | Centrocampista | Shingo Suzuki     |     |
| 14         | Delantero      | Daisuke Nakaharai | 69' |
| 9          | Delantero      | Teruaki Kurobe    |     |
| 10         | Delantero      | Daisuke Matsui    | 69' |
| Entrenador | Entrenador     | Gert Engels       |     |

| 15 | Delantero      | Tadamichi Machida | 69' |
| 8  | Centrocampista | Makoto Atsuta     | 69' |
| 11 | Delantero      | Yutaka Tahara     | 78' |

| Anotado | 62' | Toshiya Fujita | 1-0 |
| Anotado | 73' | Rodrigo Gral   | 2-0 |
| Anotado | 86' | Rodrigo Gral   | 3-0 |

| Amonestado | 44' | Takashi Fukunishi |
| Amonestado | 77' | Hideto Suzuki     |
| Amonestado | 78' | Masashi Nakayama  |
| Amonestado | 89' | Toshihiro Hattori |

| Amonestado | 79' | Teruaki Kurobe    |
| Amonestado | 84' | Kiyotaka Ishimaru |

| Árbitro             | Jōji Kashihara     |
| Árbitros asistentes | Noboru Ishiyama    |
| Árbitros asistentes | Eiji Kawai         |
| Cuarto árbitro      | Hirofumi Yamanishi |

|                                   |
| Bandera de Prefectura de Shizuoka |
| Campeón Júbilo Iwata 2.º título   |